# Maxime Fortunus
Maxime Fortunus, född 28 juli 1983, är en kanadensisk professionell ishockeyspelare som spelar för Dallas Stars i NHL. Han har tidigare spelat på lägre nivåer för Texas Stars, Manitoba Moose och Houston Aeros i AHL, Louisiana IceGators i ECHL och Drakkar de Baie-Comeau i LHJMQ.
Fortunus blev aldrig draftad av något lag.